# Nesuhi Ertegün

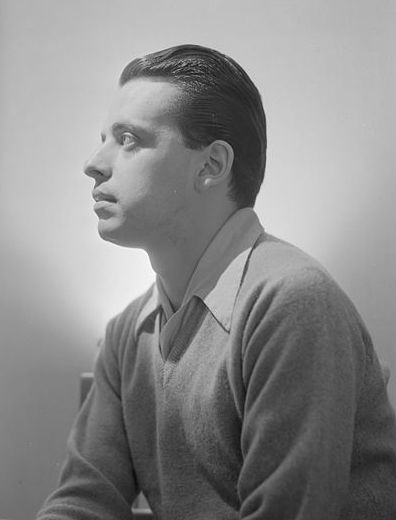
Nesuhi, quando jovem.

Nesuhi Ertegün (Istambul, 26 de novembro de 1917 – Nova York, 15 de julho de 1989) foi um produtor de discos e milionário turco-estadunidense, um dos responsáveis por tornar a Atlantic Records uma das principais gravadoras de rhythm and blues e jazz. Foi o primeiro presidente da National Academy of Recording Arts and Sciences, que entrega os prêmio Grammy. Conhecido por sua elegância e modos cavalheirescos, falava várias línguas e além da música tinha duas outras paixões, o futebol e a arte.
Tinha por residências Manhattan e Biot, França; Ertegün produziu os primeiros discos de sucesso de muitos dos maiores músicos de jazz dos Estados Unidos, incluindo John Coltrane, Charles Mingus, Ornette Coleman ou o Modern Jazz Quartet.
Era amigo de Vinícius de Moraes, e foi ele quem o apresentou ao playboy brasileiro Jorge Guinle no ano de 1942; ele mais tarde acabaria por ajudar Pelé, quando fundou o New York Cosmos.

## Vida e carreira
Nascido em Istambul, mudou-se com a família para Washington em 1939, onde seu pai, M. Münir Ertegün, foi embaixador da Turquia; estudou na Sorbonne e na American University.
Ertegun iniciou sua paixão pelo jazz na década de 1940 quando, junto ao irmão e sócio em seus empreendimentos Ahmet Ertegün, mudou-se para Los Angeles e iniciou ali uma loja de discos com uma pequena gravadora, a Jazz Man, especializada na música antiga de Nova Orleans e pela qual lançaram discos de Jelly Roll Morton, Jimmy Noone e Kid Ory; ele também ministrou curso de jazz na Universidade da Califórnia em Los Angeles, e editou uma revista sobre os lançamentos desse ritmo musical. Junto ao irmão fundou uma pequena gravadora de jazz (a Crescent Records), que se tornou um sucesso e mais tarde seria vendida à Atlantic Records por 19 milhões de dólares.
Trabalhando pela Atlantic ele assinou com Roberta Flack, Ray Charles e Bobby Darin; em 1950, ele introduziu um público mais amplo com o rhythm and blues de The Drifters e LaVern Baker. Em 1967 a empresa foi adquirida pela WEA e quatro anos depois ele criou a subsidiária, WEA International - rede mundial de vendas que faturava mais de 1 bilhão de dólares - responsável pela distribuição internacional dos produtos da Warner Brothers, Atlantic, Elektra, Geffen e MCA; presidiu a empresa entre 1971 a 1987, quando então iniciou um novo selo, especializado em jazz.
Durante os últimos oito anos de sua vida presidiu a International Federation of Phonographic Industries, entidade coletiva que representa os interesses das gravadoras, onde liderou uma campanha contra a pirataria de discos, músicas e partituras - em especial no sudeste asiático, na Turquia e na Coreia.
Sua segunda paixão, o futebol, fizera-o fundar o Cosmos, em 1971, quando procurou levar ao time novaiorquino os melhores atletas do esporte; Henry Kissinger, seu amigo de muito tempo, dizia que ele era uma pessoa agradável, "exceto durante os jogos de futebol" e, ainda, que ele fora uma figura de papel essencial durante as negociações bem sucedidas para levar a Copa de 1994 para os EUA.
A terceira, a arte, o fez desde cedo colecionar obras, especialmente surrealistas, com pinturas de Max Ernst, Magritte, Salvador Dalí e outros; também tinha uma grande coleção de livros sobre arte.
Morreu durante uma cirurgia de câncer no Mount Sinai Medical Center, aos 71 anos, deixando a viúva Selma, e os filhos Leyla e Rustem.